# Stenomantispa reinhardi
Stenomantispa reinhardi is een insect uit de familie van de Mantispidae, die tot de orde netvleugeligen (Neuroptera) behoort. 
Stenomantispa reinhardi is voor het eerst wetenschappelijk beschreven door Stitz in 1913.